# كيني داير
كيني داير (بالإنجليزية: Kenny Dyer)‏ (7 سبتمبر 1964 في المملكة المتحدة - ) هو مدرب كرة قدم ولاعب كرة قدم بريطاني في مركز الوسط. شارك مع منتخب مونتسرات لكرة القدم. أما مع النوادي، فقد لعب مع تشارلتون أثلتيك وتوتنهام هوتسبير ونادي أرسنال ونيا سلاميس فاماغوستا ونادي هايز وميدستون يونايتد ونادي سلاو تاون ونادي دوفر أتليتيك وداغنهام وريدبريدج وتشاثام تاون ‏ وأثنيكس أشنة ‏.

## وصلات خارجية
- كيني داير على موقع الاتحاد الدولي (مؤرشف)  (الإنجليزية)
- كيني داير على موقع قاعدة بيانات كرة القدم.إي يو (الإنجليزية)
- كيني داير على موقع ناشيونال فوتبول تيمز (الإنجليزية)